# Best Exotic Marigold Hotel
Best Exotic Marigold Hotel (Originaltitel: The Best Exotic Marigold Hotel) ist eine britische Komödie aus dem Jahr 2011, die am 15. März 2012 in den deutschen Kinos anlief. Sie basiert auf dem im Jahr 2004 erschienenen Roman These Foolish Things von Deborah Moggach.

## Handlung
Eine Gruppe britischer Senioren reist aus den unterschiedlichsten Gründen nach Indien und landet dort im „Best Exotic Marigold Hotel“ in Jaipur. Sie sind die einzigen Gäste des völlig heruntergekommenen Hotels. In der Handlung des Films werden die Schicksale der einzelnen Hotelgäste miteinander verwoben.
Jean, die in unglücklicher Ehe mit Douglas lebt, signalisiert Graham ihr Interesse an ihm. Norman und Madge suchen in einem Club für Reiche nach neuen Bekanntschaften und täuschen jeweils Identitäten als Mitglieder des britischen Königshauses vor. Nach dem Tod von Graham reisen einige der Hotelbewohner zu dessen Feuerbestattung nach hinduistischem Ritus. Jean erfährt durch ihre Tochter, dass ihre Vermögenslage sich erheblich verbessert hat und sie nach England zurückreisen können. Jean überrascht ihren Mann Douglas und Evelyn in einem vertrauten Gespräch und macht Douglas eine Szene.
Währenddessen lässt Sonnys Mutter Gutachter in das Hotel kommen, die es für einen Verkauf schätzen sollen. Muriel macht sich am Bürocomputer zu schaffen und findet heraus, dass die wirtschaftliche Lage des Hotels gar nicht so schlecht ist, es müsste nur besser geführt werden.
Sonnys Mutter verbietet ihm die Heirat mit Sunaina, muss sich aber von einem alten Mitarbeiter daran erinnern lassen, dass auch ihr verstorbener Mann, Sonnys Vater, sie einst gegen Widerstände von dessen Familie geheiratet hatte. Schließlich willigt sie in die Hochzeit ein. Muriel ihrerseits gelingt es, den beabsichtigten Verkauf des Hotels abzuwenden.
Douglas und Jean bereiten die Abreise nach England vor. Unter einem Vorwand will Douglas sich von Evelyn unter vier Augen verabschieden, diese versteckt sich aber. Auf dem Weg zum Flughafen geraten Douglas und Jean in einen Verkehrsstau. Die einzige Möglichkeit, das Flugzeug noch zu erreichen, ist die Fahrt mit einer Rikscha. Der Fahrer kann aber nur zwei Personen ohne Gepäck oder eine Person mit Gepäck mitnehmen. Jean sagt Douglas, sie reise allein mit Gepäck. Das sei ein Wink des Schicksals, dass sie sich trennen sollten; jeder habe etwas Besseres verdient. Sie sagt Douglas Lebewohl und lässt sich zum Flughafen bringen. Douglas kehrt auf Umwegen ins Hotel zurück.
In der Schlussszene arbeitet Muriel, die wieder gehen und stehen kann, am Hotelempfang und begrüßt neue Gäste. Das Hotel macht einen renovierten Eindruck.

## Personen
Evelyn Greenslade hat kürzlich ihren Mann verloren, der ihr einen Schuldenberg hinterlassen hat. Sie musste daher ihre Wohnung verkaufen, ihre Ersparnisse sind aufgebraucht. Deshalb wagt sie in Indien einen Neuanfang und sucht sich dort einen Job. Sie findet ihn in einem Call-Center, dessen Mitarbeiter sie in der Gesprächsführung schulen soll. Inhaber ist Sunainas Bruder, auch Sunaina arbeitet dort.
Muriel Donnelly war Haushälterin und auch für Finanzen zuständig. Jetzt sitzt sie im Rollstuhl und muss an der Hüfte operiert werden. Obwohl sie große Vorurteile gegenüber Ausländern hat, fliegt sie schließlich nach Indien, um dort sofort operiert zu werden, da die Wartezeit für eine Hüft-Operation in England sechs Monate betragen würde. In Jaipur angekommen, wird sie schon nach wenigen Tagen operiert.
Douglas und Jean Ainslie sind seit 39 Jahren verheiratet. Douglas hat fast alle ihre Ersparnisse in die Firma seiner Tochter investiert. Aber die Firma läuft nicht besonders gut. Um einen vermeintlich höheren Lebensstandard für weniger Geld genießen zu können, fliegt das Ehepaar zusammen nach Indien.
Graham Dashwood ist ein angesehener High-Court-Richter und hat seine ersten 18 Lebensjahre in Indien verbracht. Anlässlich seiner Pensionierung entschließt er sich, nach Indien zu fliegen, um dort die Erlebnisse seiner Jugend erneut aufzurollen. Er outet sich den Mitreisenden gegenüber als homosexuell und sucht seine Jugendliebe, den er in Begleitung von Evelyn und Douglas schließlich findet. Nach der Rückkehr ins Hotel stirbt Dashwood an einem Herzinfarkt.
Norman Cousins ist auf der Suche nach einer Frau. Da er in England dabei nicht sonderlich erfolgreich war, entscheidet er sich für einen Flug nach Indien, um sich dort umzusehen.
Madge Hardcastle war schon mehrmals verheiratet, hatte aber bisher nie Glück in der Ehe. Auch sie möchte in Indien einen Neuanfang wagen und einen geeigneten Ehemann finden.
Sonny Kapoor ist der Leiter des „Best Exotic Marigold Hotels“. Er steckt in finanziellen Schwierigkeiten, sodass die Schließung des Hotels droht. Außerdem hat er familiäre Probleme, weil seine Mutter mit seiner Freundin Sunaina nicht einverstanden ist.

## Schauspieler, Rollen und Synchronsprecher
| Schauspieler     | Rolle             | Synchronsprecher      |
| ---------------- | ----------------- | --------------------- |
| Judi Dench       | Evelyn Greenslade | Gisela Fritsch        |
| Maggie Smith     | Muriel Donelly    | Barbara Adolph        |
| Bill Nighy       | Douglas Ainslie   | Frank Glaubrecht      |
| Penelope Wilton  | Jean Ainslie      | Karin Buchholz        |
| Tom Wilkinson    | Graham Dashwood   | Eberhard Haar         |
| Ronald Pickup    | Norman Cousins    | Friedrich G. Beckhaus |
| Celia Imrie      | Madge Hardcastle  | Monica Bielenstein    |
| Dev Patel        | Sonny Kapoor      | Imtiaz Haque          |
| Diana Hardcastle | Carol             | Almut Eggert          |
| Tena Desae       | Sunaina           | Sanam Afrashteh       |

## Kritiken
Melanie Lauer schrieb in der Kritik von filmstarts.de, dass sich bei diesem Film „Jung und Alt gleichermaßen zurücklehnen – und mit einem lachenden und einem weinenden Auge viel über die Irrungen und Wirrungen des Lebens und nicht zuletzt auch über ungeahnte Chancen lernen“ können.
Johannes von der Gathen lobte in der stern.de-Kritik vom 15. März 2012 die Darsteller des Films als „ein glänzend aufgelegtes Ensemble hochkarätiger angelsächsischer Charakterdarsteller von Judi Dench über Tom Wilkinson und Bill Nighy bis zu Maggie Smith, die diese Reise ins indische Jaipur zu einem echten Genuss machen.“
Tim Lindemann schreibt hingegen auf schnitt.de: „The Best Exotic Marigold Hotel ist durchzogen von einer derart plumpen neo-kolonialen Ideologie, daß man abwechselnd vor Scham im Kinosessel versinken oder fassungslos mit dem Kopf schütteln möchte.“

## Auszeichnungen
Der Film bekam schon vor seinem deutschen Kinostart von der Filmbewertungsstelle Wiesbaden das Prädikat Besonders wertvoll verliehen.
Bei der Verleihung des Europäischen Filmpreises 2012 wurde Best Exotic Marigold Hotel für den Publikumspreis nominiert.

## Fortsetzung
2015 wurde eine Fortsetzung realisiert, Kinostart in Deutschland war am 2. April 2015. Der deutsche Titel lautet Best Exotic Marigold Hotel 2, im Original ist er mit The Second Best Exotic Marigold Hotel betitelt.